# Kalabahi Timur
Kalabahi Timur is een bestuurslaag in het regentschap Alor van de provincie Oost-Nusa Tenggara, Indonesië. Kalabahi Timur telt 5668 inwoners (volkstelling 2010).